# Sd.Kfz. 231
De Schwerer Panzerspähwagen Sd.Kfz. 231/232 was een Duits gepantserd verkenningsvoertuig, dat voor en tijdens de Tweede Wereldoorlog in 6-wielige en 8-wielige versies geproduceerd werd.

## Sd.Kfz. 231/232 6-Rad

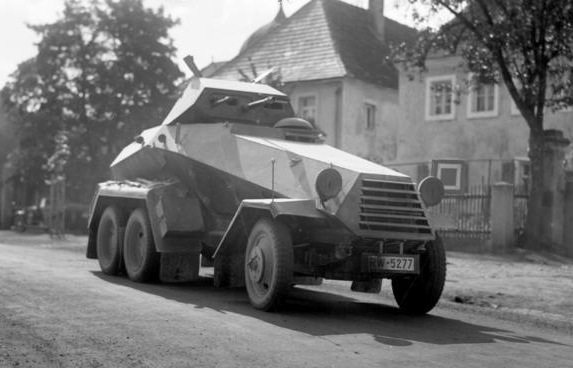
Een Sd.Kfz. 231 6-Rad in 1935.

De eerste aanvragen voor de bouw van een 6-wielig verkenningsvoertuig werden in 1929 uitgegeven, waarna de drie firma's Magirus, Daimler-Benz en Büssing-NAG elk onafhankelijk op vrachtwagenonderstellen gebaseerde voertuigen ontwikkelden. Het chassis werd wel versterkt om de extra massa van de gepantserde romp te kunnen dragen. De voertuigen hadden alleen aandrijving op de achterwielen (6x4). De drie ontwerpen geleken uiterlijk sterk op elkaar, waarbij ook de prestaties gelijkaardig waren. Opmerkelijk was dat, bij elk model, een van de vier bemanningsleden als achterwaartse bestuurder diende.
De voertuigen konden achterwaarts snelheden van 32 (Büssing-NAG-model) tot 62 km/h (Magirus-model) bereiken.
Het pantser was maximaal 8 mm dik. De versie van Daimler-Benz had een zescilinder benzinemotor, type M09, met een vermogen van 65 pk, hetgeen niet veel was voor een voertuig met een massa van bijna 6 ton. De hoofdbewapening bestond uit een automatisch 20 mm-kanon, ontwikkeld uit het 20 mm FlaK 30 luchtafweergeschut, aangevuld met een coaxiaal MG34 machinegeweer. Sommige voertuigen kregen een extra machinegeweer in de romp naast de bestuurder.
De drie modellen werden allen tot 1937 geproduceerd onder de typebenaming Sonderkraftfahrzeug 231. De firma's Magirus en Daimler-Benz bouwden daarnaast ook nog een versie met de kenmerkend gewelfde, boven op de romp gemonteerde antenne, die Funkwagen genoemd werd en de typebenaming Sd.Kfz. 232 kreeg. Voor het uitbreken van de Tweede Wereldoorlog waren er 123 voertuigen van het type 231/232 6-Rad gebouwd.

## Sd.Kfz. 231/232 8-Rad
Omdat 4- en 6-wielige verkenningsvoertuigen op ruw terrein regelmatig in moeilijkheden kwamen, werd besloten om een 8-wielige versie van de Sd.Kfz. 231/232 te produceren, die vanaf 1936 in dienst genomen werd. De typebenamingen bleven hetzelfde, ook in zoverre dat type 231 de standaardversie was, met type 232 uitgerust als Funkwagen (ditmaal ook met tot 30 mm versterkte frontbepantsering). Later in de oorlog, werden de grote ronde antennes op de Sd.Kfz. 232 vervangen door kleinere, meer moderne draadantennes om het silhouet te verkleinen. De bewapening was identiek aan die van de 6-Rad versie.
De Sd.Kfz. 231/232 8-Rad onderscheidden zich van vele andere verkenningsvoertuigen door onder meer hun bijkomende achterwaartse bestuurder, snelheid zowel voor- als achterwaarts, en besturing en aandrijving op alle wielen (8x8).
De massaproductie van de 8-Rad ving aan in 1936 en duurde tot december 1943. Er werden 607 voertuigen geproduceerd. Daarnaast werden meerdere succesvolle voertuigen uit de 8-Rad versie ontwikkeld, zoals de Sd.Kfz. 233 (7,5 cm) "Stummel" en de Sd.Kfz. 234 "Puma".

## Inzet
De Sd.Kfz. 231/232, met name de 8-Rad versies, werden tijdens alle veldtochten in het begin van de Tweede Wereldoorlog in gevecht gesteld. Tijdens de Noord-Afrikaanse Veldtocht leverde de 8-Rad versie, hoewel hij door zijn relatief hoge silhouet gemakkelijker opgemerkt werd, betere terreinprestaties dan enig ander verkenningsvoertuig. In bepaalde situaties was de 231/232, dankzij zijn snelheid en wendbaarheid, zelfs superieur aan rupsvoertuigen.
Toch had de Sd.Kfz. 231/232 enkele grote zwakheden, die uiteindelijk tot productiestaking leidden. Het 20 mm-kanon was nooit bedoeld als pantserafweerkanon, hetgeen de voertuigen praktisch weerloos maakte eens ze opgemerkt werden door vijandelijke tanks. De relatief zwakke bepantsering van maximaal 18 mm maakte de voertuigen ook niet bepaald geschikt voor vuurgevechten die in het verloop van de oorlog met steeds zwaardere kalibers uitgevochten werden. Deze tekortkomingen werden deels weggewerkt in de later uit de 8-Rad ontwikkelde Sd.Kfz. 234 "Puma".